# Vana-Mustamäe
Vana-Mustamäe est un quartier du district de  Nõmme  à Tallinn en Estonie.

## Description
En 2019, Vana-Mustamäe compte 1 992 habitants.
Sa superficie est de 1,98 km2.
Les quartiers voisins sont Kadaka, Mustamäe Nõmme, Hiiu, Pääsküla, Mäeküla et Astangu. 
Les rues du quartier sont Alliksoo tänav, Alliksoo põik, Heli tänav, Hoo tänav, Kadaka puiestee, Kaste tänav, Külmallika tänav, Külmallika põik, Lauka tänav, Lohu tänav, Lossi tänav, Moora tänav, Moora umbtänav, Nõva tänav, Padu tänav, Raja tänav, Rajametsa tänav, Soone tänav, Soone põik, Sooviku tänav, Tihniku tänav, Tiigi tänav, Trepi tänav, Trummi tänav, Trummi põik, Tähetorni tänav, Vesioina tänav, Vete tänav, Ääre tänav et Üliõpilaste tee.

## Population
| 2008  | 2010  | 2011  | 2012  | 2013  | 2014  |
| ----- | ----- | ----- | ----- | ----- | ----- |
| 2 080 | 2 091 | 2 085 | 2 045 | 2 060 | 2 066 |

| 2015  | 2016  | 2017  | 2018  | 2019  | 2020  |
| ----- | ----- | ----- | ----- | ----- | ----- |
| 2 090 | 2 099 | 2 064 | 2 048 | 1 992 | 2 015 |

| 2021  | 2022  | - | - | - | - |
| ----- | ----- | - | - | - | - |
| 2 003 | 1 923 | - | - | - | - |

## Lieux et bâtiments
Historiquement, cette zone était marécageuse et riche en sources. De nombreuses rues portent des noms associés à l'eau.
La sépulture Glehni rahula (et) de la famille von Glehn et le centre sportif de Nõmme sont situés à Vana-Mustamäe, le château de Glehn se trouve juste à la frontière du quartier.

## Galerie

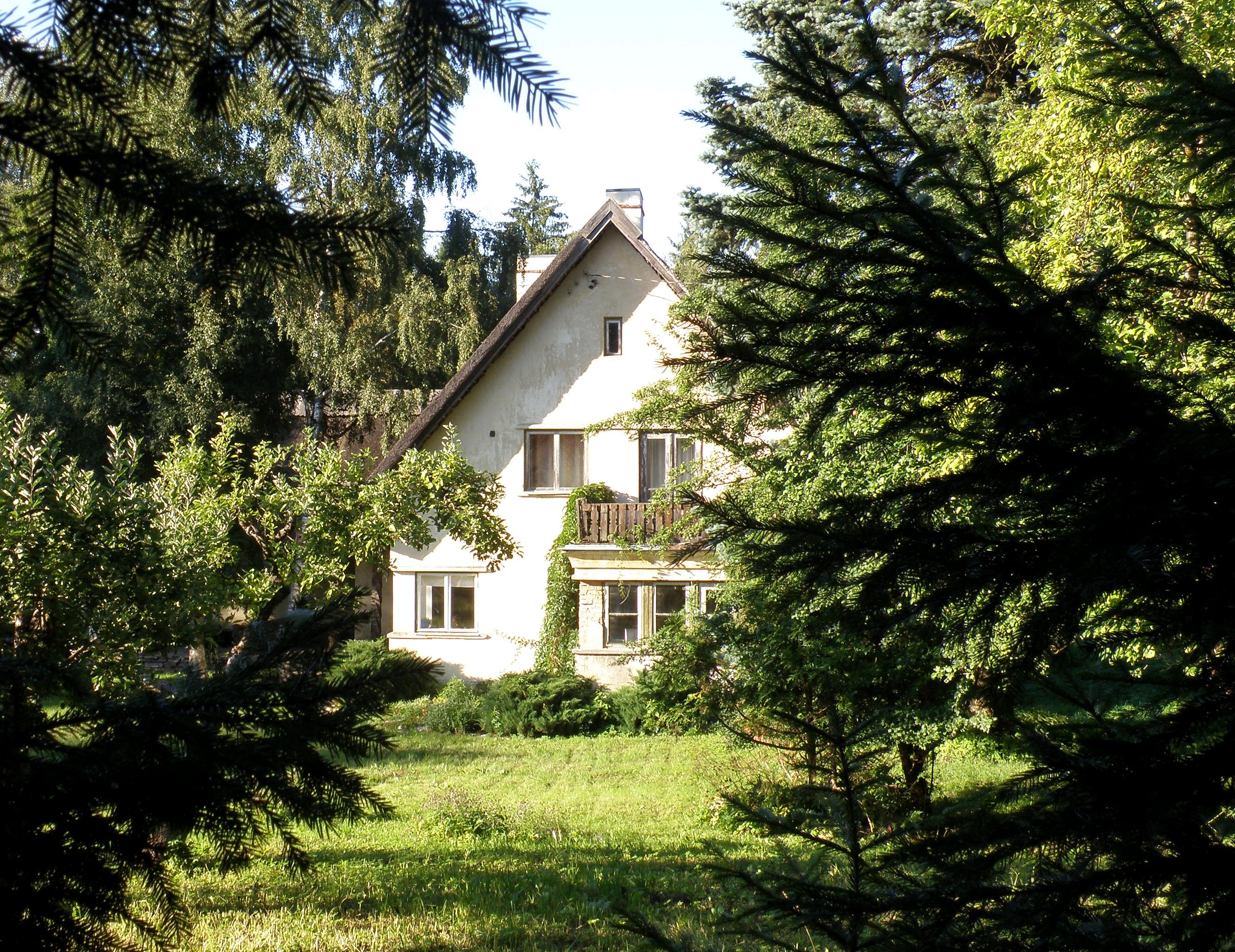
Tähetorni
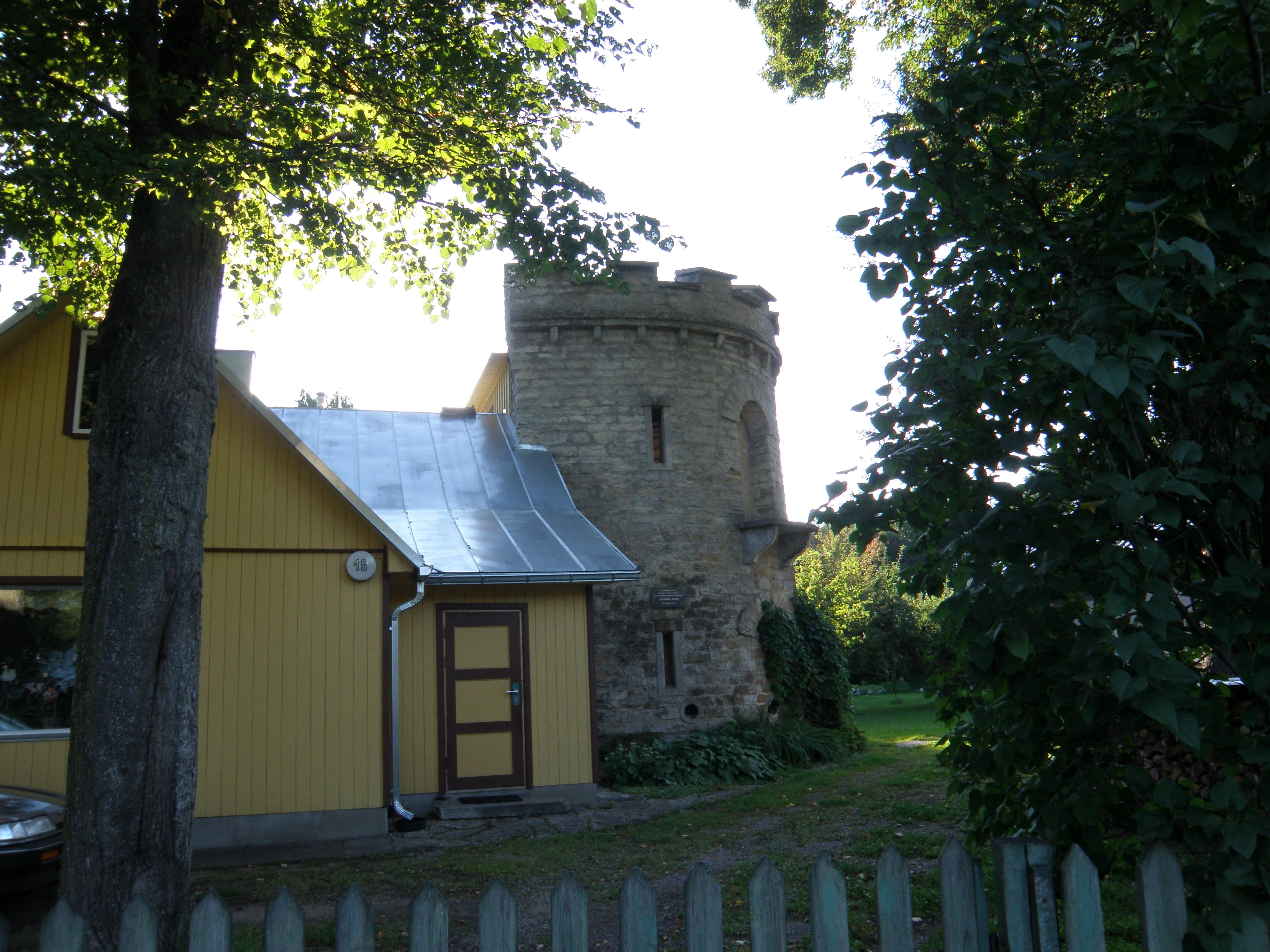
Tour Lossi.
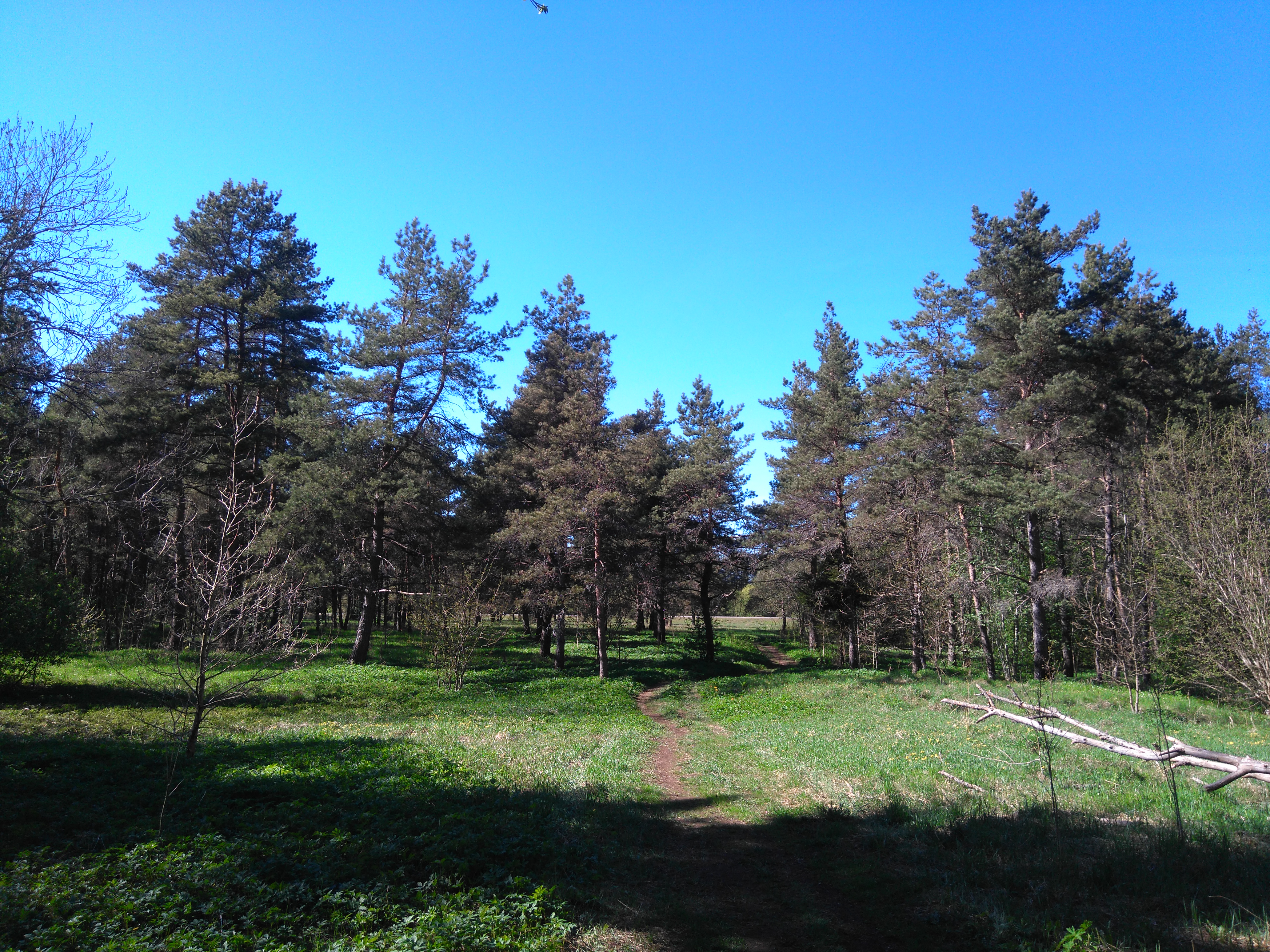
Forêt du parc Kuusiku.
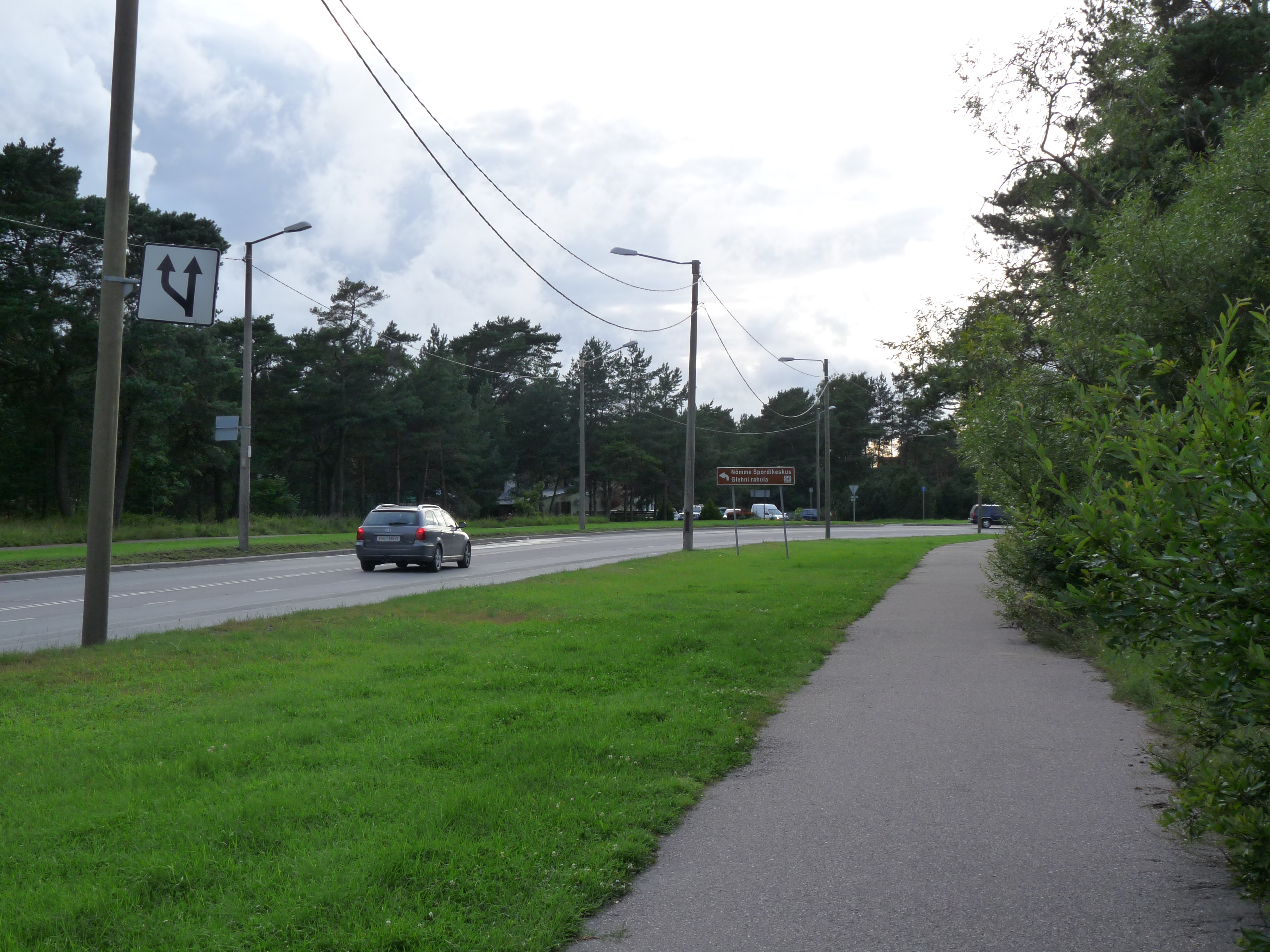
Ehitajate tee.

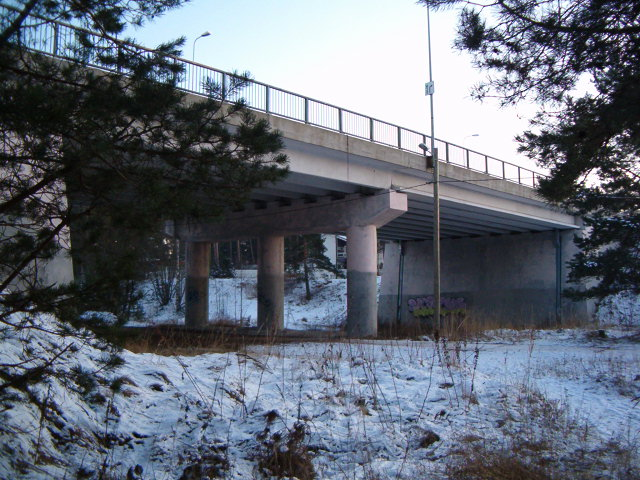
Pont de Tihniku.
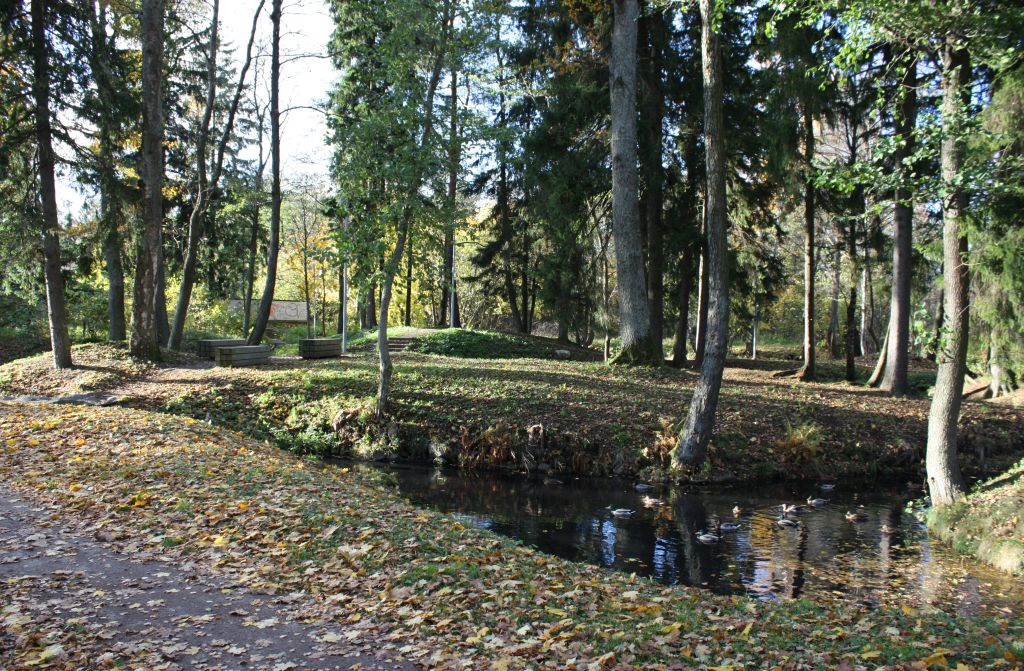
Cimetière de Glehn.
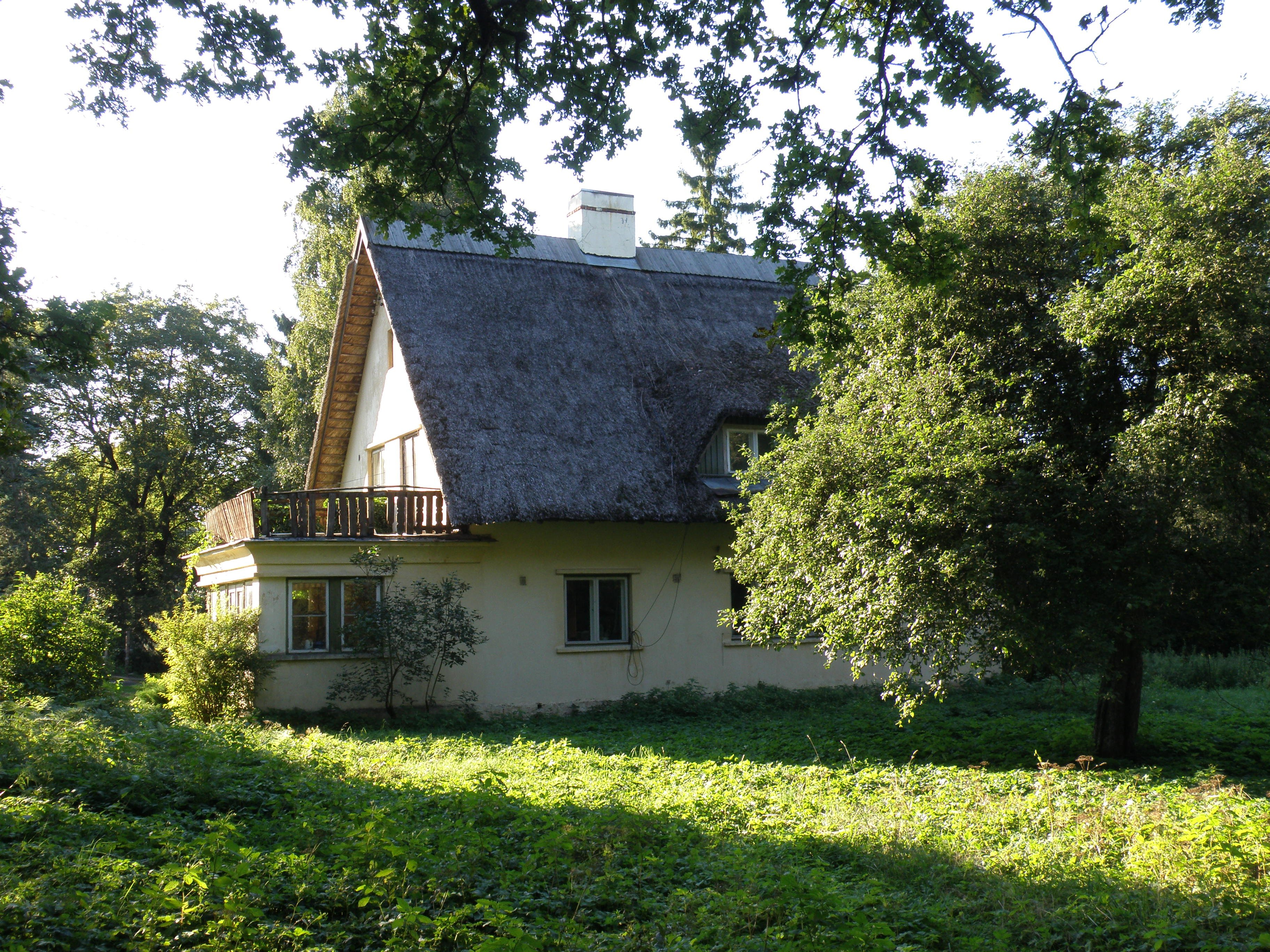
Tähetorni 6.
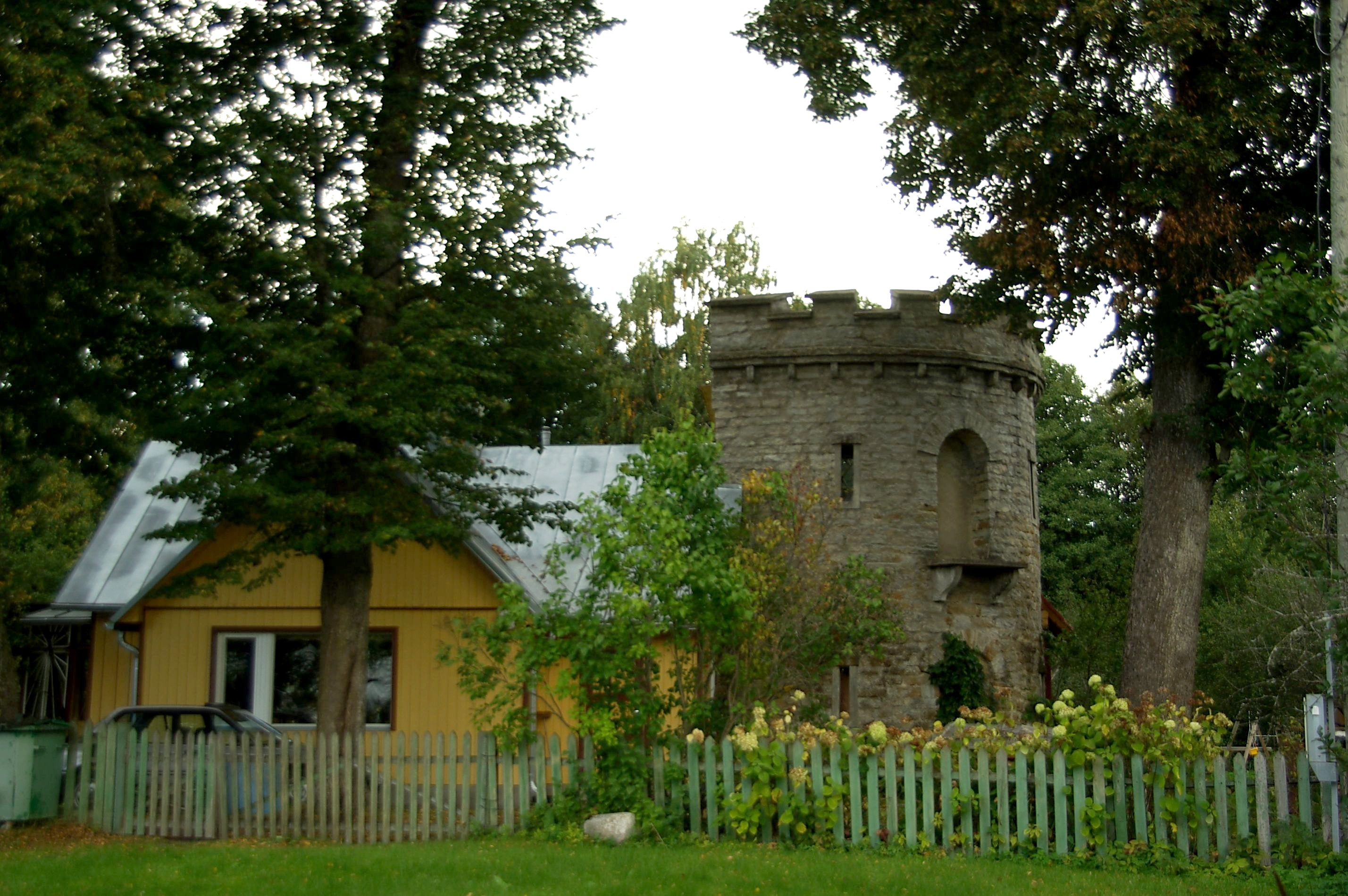
Château de Nõmme.